# Henri Biebuyck

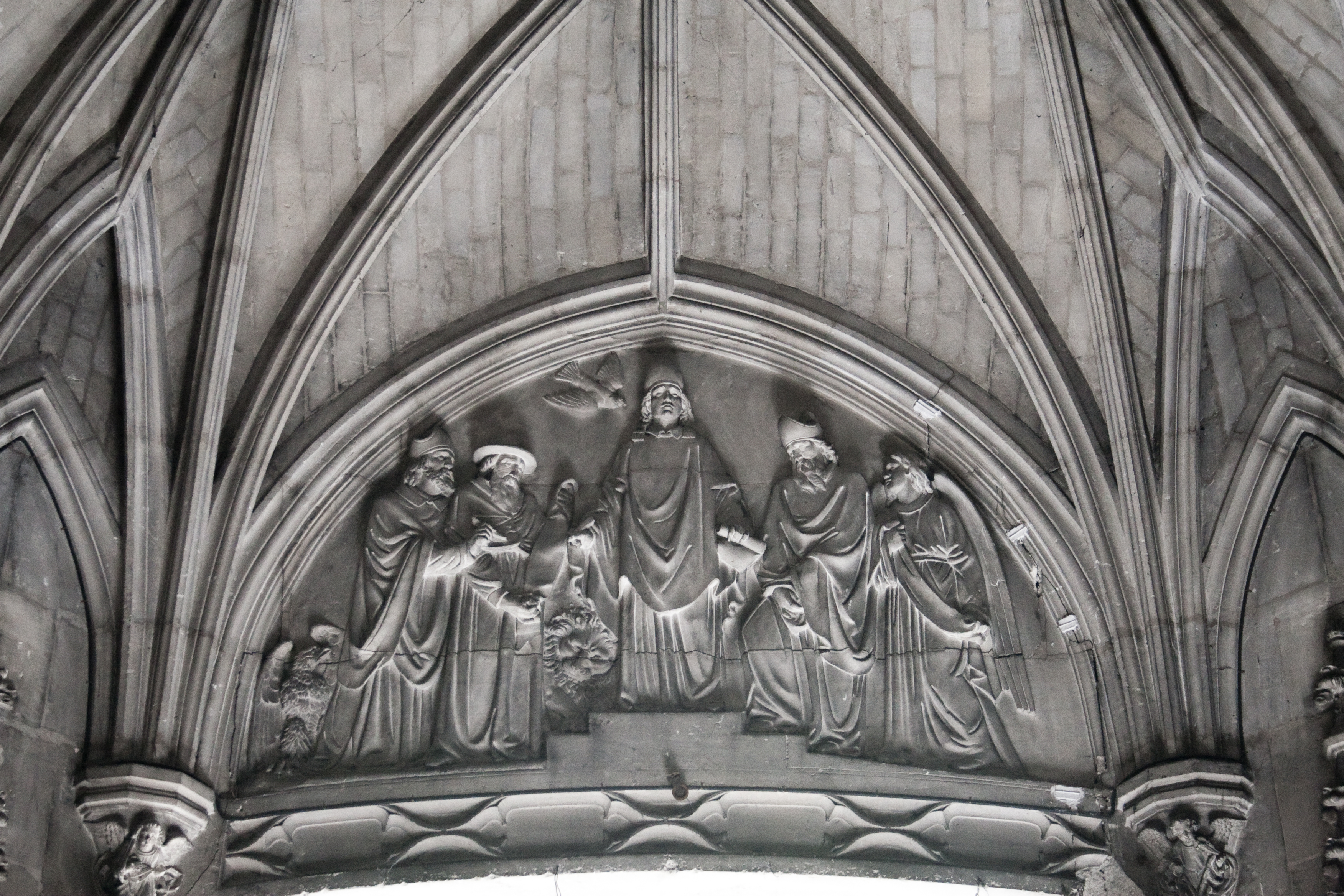
Tímpano de la Misión gregoriana de la iglesia parroquial de Saint-Maurice (fr:) de Lille. Creado hacia 1875.

Henri Biebuyck, nacido el año 1835 en Wacken, Bélgica y fallecido el 1907 en Lille, fue un escultor francés.

## Datos biográficos
Alumno de las Escuelas académicas de Lille, Henri Biebuyck recibió una Medalla de oro en el Salón de Lille de 1866 por un proyecto de fuente titulado La ville de Lille et les communes annexées (La villa de Lille y las comunas anexas), que se conserva en el museo de bellas artes de la ciudad. Activo de 1868 a 1899, realizó numerosas decoraciones de inmuebles y de hoteles particulares de Lille, entre ellos las cariátides de los edificios situados en el número 62 de la rue Faidherbe; en el número 14-18 del bulevar de la Liberté; y la esquina de la rue Inkermann y de la rue Gauthier de Châtillon. Ejecutó igualmente muchas esculturas públicas, como las del frontón de la Prefectura de Lille o las del tímpano de la iglesia de Sainte Elisabeth en Roubaix. Trabajó también como grabador de medallas. Se puede citar como ejemplo el perfil de Paul Auguste Crépy instalado sobre la tumba de la familia en el cementerio del sur; el Palacio de Bellas Artes de Lille también presenta muchos de sus medallones.

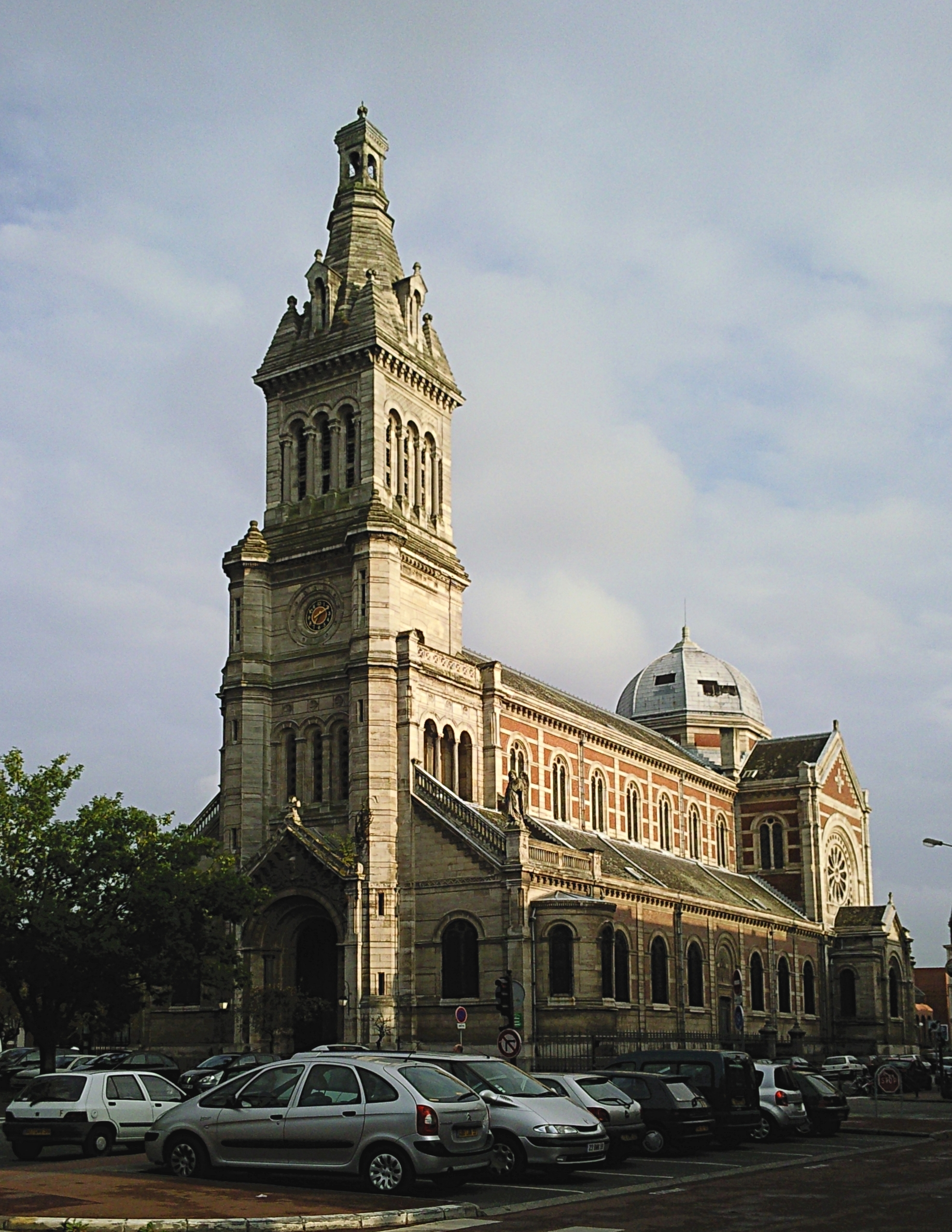
Iglesia Parroquial de Saint Michell

También estuvo a cargo de la decoración escultórica de la Iglesia Parroquial de Saint Michell, en Lille. Encargándose de la decoración en piedra, mientras que Charles Buisine-Rigot se encargó del mobiliario en madera.